# 清真女寺

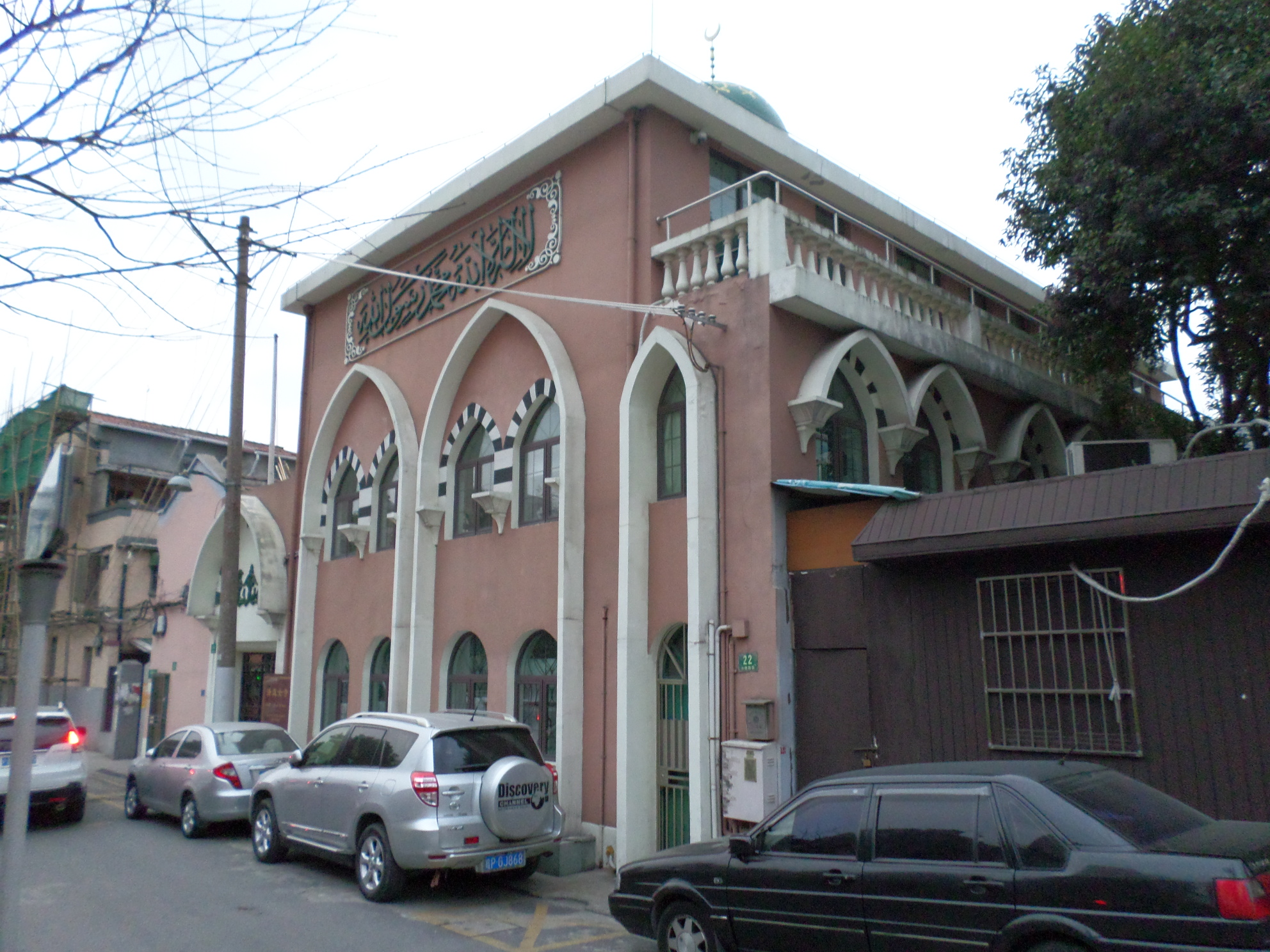
中国上海市黄浦区小桃园清真女寺

清真女寺，简称女寺，单独为女性穆斯林提供礼拜的场所。
由于男性穆斯林进行礼拜的清真寺一般不允许女性进入。于是20世纪中国出现了单独为女性提供礼拜场所的清真寺。这是中国特有的一种宗教建筑。既可以单独设寺，也可以为较大清真寺的附属。管理人员为女性，可以是大寺阿訇的妻子或其它人士。一般对其尊称为师娘。
建筑布局上，清真女寺要求做到男女隔绝。